# FC Emmen
Az FC Emmen egy holland labdarúgócsapat, székhelye Emmen városában található. Jelenleg a holland élvonalban szerepel.

## Története
1925. augusztus 21-én alapították meg, mint amatőr klub. 1954-ben, amikor bevezették Hollandiában a profi labdarúgást a klub az amatőr státusznál maradt. 1985-ben végül profi státuszt vették fel és a BVO Emmen néven szerepeltek. A jelenleg is használatos néven 2005 óta szerepelnek. 2018. május 20-án a rájátszás végső fázisában legyőzték a Sparta Rotterdam csapatát 3–1-re és történelmük során feljutottak először az élvonalba.

## Játékoskeret
2018. január 25-i állapotnak megfelelően.
| #  |     | Poszt | Név                |
| -- | --- | ----- | ------------------ |
| 1  | NED | K     | Peter van der Vlag |
| 2  | NED | V     | Stef Gronsveld     |
| 3  | CPV | V     | Josimar Lima       |
| 4  | NED | V     | Jeroen Veldmate () |
| 5  | NED | KP    | Gersom Klok        |
| 6  | NED | CS    | Anco Jansen        |
| 7  | AFG | CS    | Omran Haydary      |
| 8  | NED | KP    | Hilal Ben Moussa   |
| 9  | NED | CS    | Mario Bilate       |
| 10 | NED | KP    | Alexander Bannink  |
| 11 | NED | CS    | Cas Peters         |
| 12 | NED | V     | Joris Voest        |
| 13 | NED | V     | Keziah Veendorp    |

| #  |     | Poszt | Név               |
| -- | --- | ----- | ----------------- |
| 15 | NED | V     | Nick Bakker       |
| 16 | NED | V     | Nande Wielink     |
| 17 | ARM | CS    | Norajr Aszlanjan  |
| 18 | NED | KP    | Emil Bijlsma      |
| 19 | NED | V     | Tim Siekman       |
| 20 | NED | KP    | Michael Chacón    |
| 22 | NED | K     | Kjell Scherpen    |
| 23 | NED | V     | Glenn Bijl        |
| 25 | NED | KP    | Willem Huizing    |
| 26 | NED | K     | Dennis Telgenkamp |
| 27 | NED | KP    | Youri Loen        |
| 29 | NED | KP    | Michiel Hemmen    |
| 30 | NED | KP    | Henk Bos          |